# ODINUS
ODINUS (en anglais : Origins, Dynamics, and Interiors of the Neptunian and Uranian Systems) est un concept de mission spatiale proposé dans le Programme Cosmic Vision de l'Agence spatiale européenne. Il propose d'étendre la mission Uranus orbiter and probe à deux orbiteurs jumeaux - appelés Freyr et Freyja, les dieux jumeaux de la mythologie nordique,.
Leur mission principale serait d'étudier Neptune et Uranus avec un orbiteur chacun. Si cette option est sélectionnée, ODINUS sera lancée en 2034.

## Instruments
Les six instruments suivants sont considérés comme essentiels à la mission :
- Appareil photo (grand angle et angle étroit) - Conçu pour imager la planète avec le même niveau de détail que celui fourni par les missions vers les deux géantes gazeuses.
- Spectromètre d'image VIS-NIR.
- Magnétomètre - Pour étudier les champs magnétiques de Neptune.
- Spectromètre de masse (ions et neutres, INMS).
- Doppler Spectro-Imager - Pour prendre des mesures sismiques.
- Radiomètre à micro-ondes.

Les deux instruments supplémentaires suivants sont fortement souhaités par les proposants de la mission :
- Energetic Neutral Atoms Detector - Pour compléter les mesures de l'INMS.
- Accéléromètre haute sensibilité - À utiliser dans la phase de descente atmosphérique.